# Apogonia splendida
Apogonia splendida är en skalbaggsart som beskrevs av Karl Henrik Boheman 1858. Apogonia splendida ingår i släktet Apogonia och familjen Melolonthidae. Inga underarter finns listade i Catalogue of Life.